# Kari Hotakainen

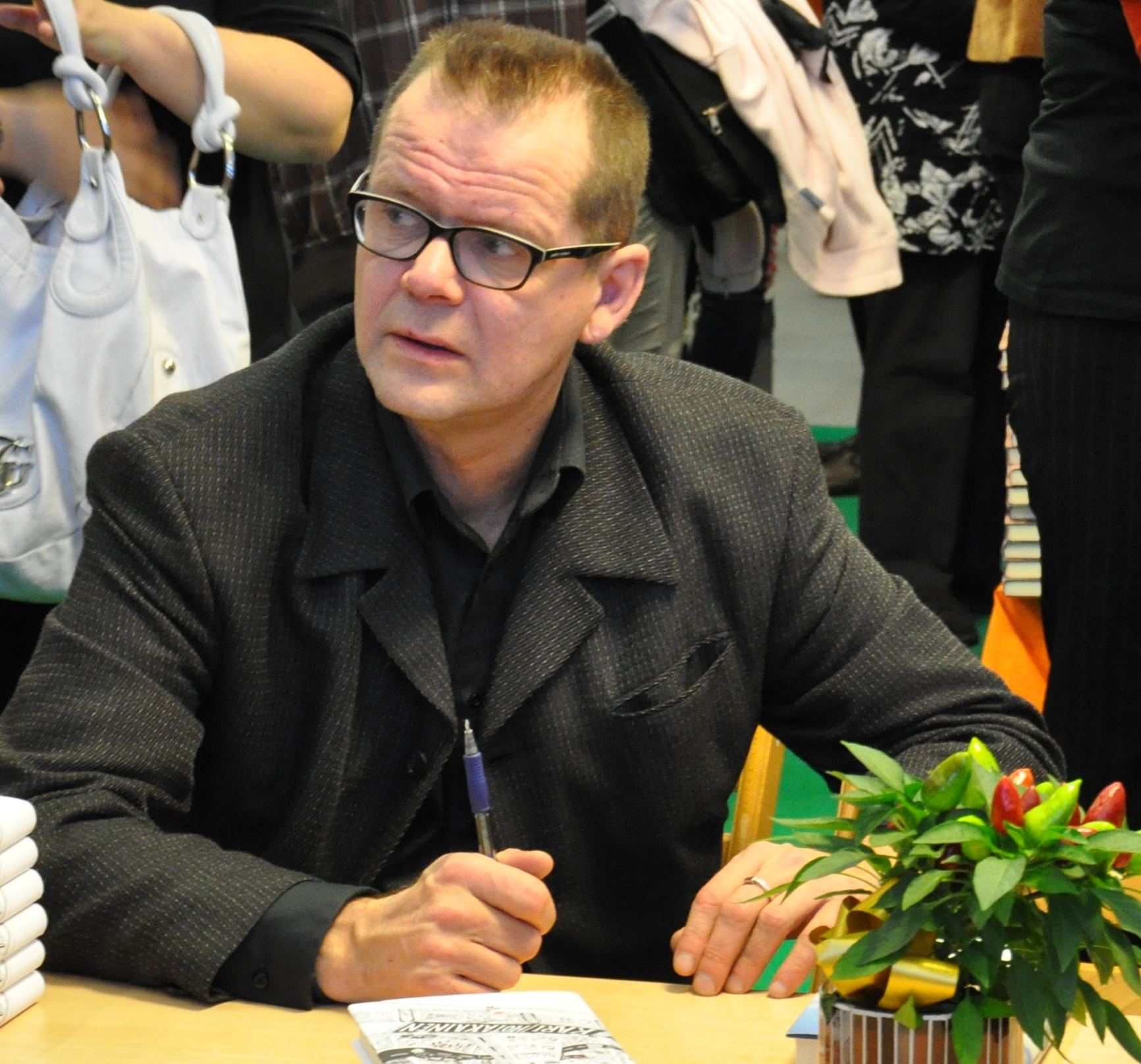
Kari Hotakainen en la Feria del Libro de Turku, 2009.

Kari Hotakainen (Pori, 9 de enero de 1957) es un escritor finés galardonado con el prestigioso Premio de Literatura del Consejo Nórdico en 2004 y el Premio Finlandia en 2002.
Comenzó su carrera como escritor como reportero en Pori y en 1986 se mudó con a Helsinki. Se casó en 1983 con la técnica de sonido Tarja Laaksonen con quien trabajaba en Helsingin Sanomat y tiene dos hijos. 

### Novelas
- Buster Keaton: elämä ja teot (1991)
- Bronks (1993)
- Syntisäkki (1995)
- Pariskunta, pukki ja pieni mies (1997)
- Klassikko (1997)
- Sydänkohtauksia, eli kuinka tehtiin Kummisetä (1999)
- Juoksuhaudantie (2002)
- Iisakin kirkko (2004)
- Huolimattomat (2006)

### Poesía
- Harmittavat takaiskut (1982)
- Kuka pelkää mustaa miestä (1985)
- Hot (1987)
- Runokirja (1988)
- Kalikkakasa, kootut runot (2000)

### Literatura infantil y juvenil
- Lastenkirja (1990)
- Ritva (1997)
- Näytän hyvältä ilman paitaa (2000)
- Satukirja (2004)

### Dramas radiofónicos
- Puutteellinen, Radioteatteri (1996)
- Hurmaus, Radioteatteri (1997)
- Keihäänheittäjä, Radioteatteri (1997)
- Tulisuihku, Radioteatteri (1999)
- Sitten kun kaikki on ohi, Radioteatteri (2000)

### Obras de teatro
- Hukassa on hyvä paikka, musiikkinäytelmä, Helsingin Kaupunginteatteri (1999)
- Sydänkohtauksia, Tampereen työväen teatteri (2002), Kuopion kaupunginteatteri (2003)
- Punahukka, KOM-teatteri (2005)

### Series de televisión
- Tummien vesien tulkit